# Francesca Dallapé
Francesca Dallapé (n. 24 iunie 1986, Trento, Trentino-Tirolul de Sud, Italia) este o săritoare în apă ce a reprezentat Italia, medaliată olimpică. A participat la 3 ediții ale Jocurilor Olimpice (2008, 2012, 2016) în care a câștigat o medalie de argint.